# Júdži Hirajama
Júdži Hirajama (japonsky: 平山 ユージ, anglický přepis: Yuji Hirayama; * 23. února 1969 Tokio) je japonský vicemistr světa, vítěz světového poháru a bývalý reprezentant ve sportovním lezení. Jako první na světě přelezl v roce 2004 cestu v obtížnosti 8c stylem OS. Jméno Yuji[zdroj?] znamená velký otevřený druh[zdroj?]

## Výkony a ocenění
V roce 1995 vydal Heinz Zak knihu Rock Stars, kde je mezi nejlepšími skalními lezci světa jako jediný japonský lezec.
- 1999: jeden z mála lezců, který získal alespoň tři medaile z mistrovství světa
- 2004: první světový přelez cesty ve stylu On Sight v obtížnosti 8c (fr. klasifikace)[1]
- 2009: nominace na ocenění Salewa Rock Award[2]

### Sportovní cesty ve skalách
- 1988: Les Spécialistes 8b+, Verdon, Francie, čtvrtý přelez
- 1988: Orange Mécanique 8a, Cima, Francie, OS
- 1990: Neophyt 8a+, Verdon, Francie, OS
- 1993: Macumba Club 8c, Orgon, Francie, opakování výstupu
- 1995: Sphinx Crack 5.13b/c, South Plate, USA
- 1999: Mortal Kombat 8b+ (původní klasifikace 8c), Castillon, Francie
- 2004: White Zombi 8c, Baltzolo, Španělsko - první světový přelez 8c ve stylu OS
- 2007: Pata Negra 8c, OS, Rodellar, Španělsko; v roce 2005 ji přelezl OS také Tomáš Mrázek[3]
- Sphinx Crack" 5.13c (8a+), OS, Colorado, USA

### Vícedélkové sklaní cesty
- El Capitan, Yosemity: volné přelezy cest Salathé Wall, Golden Gate a El Niño
- El Niño 8a+; téměř přelezl všech třicet délek na OS, spadl ve 4 a 15 délce a poté je přelezl RP
- Salathé Wall, 8a (35 délek) za 13 hodin
- 2002: The Nose 5.13+ El Capitan; za 2 hodiny 48 minut 55 sekund s Hansem Florinem, rekord překonali v říjnu 2007 bratři Huberové (2:45:45)
- 2008: 2. července opět s Hansem Florinem přelezli cestu The Nose v čase 2:43:33 a poté ještě 12. října v čase 2:37:05 (rekord padl o dva roky později a dále v roce 2012)

### Bouldering
- Uma 8B+, Šiobara, Japonsko, třetí přelez bouldru od Dai Kojamada
- Ginga 8B+, Kanoto (poblíž Tokia), Japonsko, první přelez bouldru, který zkoušel dva roky

### Závodní výsledky
| Mistrovství světa | Mistrovství světa | Mistrovství světa | Mistrovství světa |
| Rok               | 1991              | 1993              | 1999              |
| ----------------- | ----------------- | ----------------- | ----------------- |
| Obtížnost         | 2                 | 3                 | 2                 |

| Arco Rock Master | Arco Rock Master | Arco Rock Master | Arco Rock Master | Arco Rock Master | Arco Rock Master | Arco Rock Master | Arco Rock Master | Arco Rock Master | Arco Rock Master |
| Rok              | 1991             | 1992             | 1993             | 1994             | 1995             | 1998             | 1999             | 2000             | 2001             |
| ---------------- | ---------------- | ---------------- | ---------------- | ---------------- | ---------------- | ---------------- | ---------------- | ---------------- | ---------------- |
| Obtížnost        | 1                | 7                | 4                | 7-8              | 4                | 2                | 3                | 2                | 1-3              |

| Masters Serre Chevalier | Masters Serre Chevalier | Masters Serre Chevalier | Masters Serre Chevalier | Masters Serre Chevalier | Masters Serre Chevalier | Masters Serre Chevalier | Masters Serre Chevalier |
| Rok                     | 1992                    | 1993                    | 1994                    | 1995                    | 1999                    | 2000                    | 2007                    |
| ----------------------- | ----------------------- | ----------------------- | ----------------------- | ----------------------- | ----------------------- | ----------------------- | ----------------------- |
| Obtížnost               | 1                       | 2-4                     | 11                      | 6-7                     | 6                       | 1                       | 9-13                    |

| Světový pohár       | Světový pohár | Světový pohár | Světový pohár | Světový pohár | Světový pohár | Světový pohár |
| Rok                 | 1989          | 1990          | 1991          | 1993          | 1998          | 2000          |
| ------------------- | ------------- | ------------- | ------------- | ------------- | ------------- | ------------- |
| Obtížnost           |               |               | 3             | 3             | 1             | 1             |
| jednotlivě* (x/x/x) | ,             | ,             |               |               |               |               |

- poznámky: nahoře jsou poslední závody v roce

| Mistrovství Asie | Mistrovství Asie | Mistrovství Asie | Mistrovství Asie |
| Rok              | 2000             | 2004             | 2006             |
| ---------------- | ---------------- | ---------------- | ---------------- |
| Obtížnost        | 1                | 2                | 1                |

### Filmy
- 2009: Masters of Stone VI: Breakthrough; režie Eric Perlman, DVD
- 2013: The Sensei (filmová série Reel Rock); režie Peter Mortimer, 27' sportovní dokument, veterán Yuji učí lézt mladého Daniela Woodse